# 赵瑾
赵瑾（1988年3月17日—），山西大同人，中国游泳运动员。

## 簡歷
2012年，赵瑾代表中国出戰英國倫敦舉行的奥林匹克运动会游泳比賽女子100米蛙泳賽事。